# Селиванивка
Селиванивка (на украински: Селиванівка) е село в Южна Украйна, Подилски район на Одеска област. Основано е през 1753 година. Населението му е около 222 души.